# Supercoppa UEFA 2017
La Supercoppa UEFA 2017 è stata la quarantaduesima edizione della Supercoppa UEFA e si è disputata l'8 agosto 2017 all'Arena Philip II di Skopje, in Macedonia; per la prima volta il paese balcanico ha ospitato la finale di una competizione europea calcistica maschile.
La gara ha visto affrontarsi il Real Madrid, vincitore della UEFA Champions League 2016-2017, e il Manchester Utd, vincitore della UEFA Europa League 2016-2017. Ad imporsi sono stati gli spagnoli, che hanno sconfitto gli inglesi per 2-1. Con questa vittoria il Real Madrid ha eguagliato il Milan, fino ad allora l'unico club capace di vincere la competizione per due anni consecutivi.

## Partecipanti
| Squadre        | Qualificazione                                  | Partecipazioni precedenti (il grassetto indica la vittoria) |
| -------------- | ----------------------------------------------- | ----------------------------------------------------------- |
| Real Madrid    | Vincitore della UEFA Champions League 2016-2017 | 5 (1998, 2000, 2002, 2014, 2016)                            |
| Manchester Utd | Vincitore della UEFA Europa League 2016-2017    | 3 (1991, 1999, 2008)                                        |

## La partita
Al 24' il centrocampista brasiliano dei Blancos Casemiro realizza l'1-0 con un tiro al volo assistito da Daniel Carvajal. Nella ripresa gli spagnoli trovano anche il raddoppio con un uno-due tra Isco e Gareth Bale, il trequartista spagnolo si presenta davanti a de Gea e lo batte. Al 62' Romelu Lukaku accorcia le distanze, nonostante ciò lo United non riesce a tornare in partita.
La sfida si conclude con la vittoria di misura per 2-1 del Real Madrid, che solleva per la quarta volta su sei partecipazioni la Supercoppa UEFA. Con questo successo i Blancos diventano la seconda squadra della storia, dopo il Milan, a vincere per due volte consecutive il trofeo. Mentre il Manchester United perde per la terza volta, su quattro partecipazioni, una finale di Supercoppa europea.

## Tabellino
| Arbitro: | Gianluca Rocchi |

|                       |           |            |
| Casemiro 24’ Isco 52’ | Marcatori | 62’ Lukaku |

| Real Madrid | Manchester United |

| P               | 1  | Keylor Navas      |     |     |
| D               | 2  | Daniel Carvajal   | 84’ |     |
| D               | 5  | Raphaël Varane    |     |     |
| D               | 4  | Sergio Ramos      | 86’ |     |
| D               | 12 | Marcelo           |     |     |
| C               | 10 | Luka Modrić       |     |     |
| C               | 14 | Casemiro          |     |     |
| C               | 8  | Toni Kroos        |     |     |
| A               | 11 | Gareth Bale       |     | 74’ |
| A               | 9  | Karim Benzema     |     | 83’ |
| A               | 22 | Isco              |     | 74’ |
| A disposizione: |    |                   |     |     |
| P               | 13 | Kiko Casilla      |     |     |
| D               | 6  | Nacho             |     |     |
| D               | 15 | Theo Hernández    |     |     |
| C               | 20 | Marco Asensio     |     | 74’ |
| C               | 23 | Mateo Kovačić     |     |     |
| A               | 7  | Cristiano Ronaldo |     | 83’ |
| A               | 17 | Lucas Vázquez     |     | 74’ |
| Allenatore:     |    |                   |     |     |
| Zinédine Zidane |    |                   |     |     |

| P               | 1  | David de Gea       |       |     |
| D               | 25 | Antonio Valencia   |       |     |
| D               | 2  | Victor Lindelöf    |       |     |
| D               | 12 | Chris Smalling     |       |     |
| D               | 36 | Matteo Darmian     |       |     |
| C               | 21 | Ander Herrera      |       | 56’ |
| C               | 31 | Nemanja Matić      |       |     |
| C               | 6  | Paul Pogba         |       |     |
| A               | 22 | Henrikh Mkhitaryan |       |     |
| A               | 9  | Romelu Lukaku      |       |     |
| A               | 14 | Jesse Lingard      | 42’   | 46’ |
| A disposizione: |    |                    |       |     |
| P               | 20 | Sergio Romero      |       |     |
| D               | 17 | Daley Blind        |       |     |
| C               | 8  | Juan Manuel Mata   |       |     |
| C               | 16 | Michael Carrick    |       |     |
| C               | 27 | Marouane Fellaini  |       | 56’ |
| A               | 11 | Anthony Martial    |       |     |
| A               | 19 | Marcus Rashford    | 90+4’ | 46’ |
| Allenatore:     |    |                    |       |     |
| José Mourinho   |    |                    |       |     |